# 虹桥路2374号花园住宅
虹桥路2374号花园住宅位于中華人民共和國上海市长宁区虹桥路2374号，建于1930年，建筑风格为西班牙风格，用地面积约3926平方米，建筑面积约424平方米，曾作为上海虹航花鸟市场，部队干休所等，现为饭店经营。已列为上海市第四批优秀历史建筑

。